# Bolgár György
Bolgár György (Budapest, 1946. július 15. –) magyar rádiós, televíziós újságíró, az ATV Újságíróklubjának résztvevője. 2002 óta vezeti a Klubrádióban Megbeszéljük című betelefonálós műsorát, ennek elődje 1992-től futott a Kossuth Rádióban Beszéljük meg! címen.

## Tanulmányai
1965-ben érettségizett, majd felvették a Marx Károly Közgazdaságtudományi Egyetemre (a Közgazdász hetilapnál kezdett el cikkeket írni.), amelynek elvégzése után rögtön rádiós lett.

## Pályafutása
Elsősorban külpolitikai hírszerkesztőként dolgozott, de szerkesztőként a Kossuth Rádió 168 óra műsora készítésében is részt vett, Ipper Pál egykori ÁVH nyomozó, osztályvezető, később diplomata és újságíró irányítása alatt. 1988-tól 1992-ig a Magyar Rádió New York-i tudósítója volt, majd hazatérve 1992 novemberétől kezdte el a Beszéljük meg! című betelefonálós, közéleti talkshow-t. Ez a műsor – egy 1994-es, mintegy félévnyi kényszerszünetet leszámítva – folyamatosan ment a Kossuth Rádióban, egészen 2002 januárjáig, amikor megszüntették. Néhány héttel később azonban folytatni tudta az akkoriban átalakult Klubrádióban. 1992-től 2003-ig rendszeresen jelentek meg írásai a Magyar Hírlapban. 2018-ban a 168 Óra című közéleti hetilapban megszüntették Hogy mi van? című rovatát, publicisztikai írásai ezután a Népszavában jelentek meg.

## Megítélése
Újságírói tevékenysége kapcsán többen vádolták elfogultsággal. Betelefonálós műsorában, annak sajátosságai következtében időnként szélsőséges nézetek is elhangoznak. A műsorvezető védekezése szerint ő csupán meghallgatja a betelefonálókat, a téves tényállításokat általában helyreigazítja, illetve jelzi vélemény jellegüket.
2007-ben egy névtelen hallgató alaptalanul vádolta meg a 2006-os rendőri túlkapások két ártatlan áldozatát. Az esetről az ORTT panaszbizottsága megállapította, hogy a műsorvezető nem bizonyított tényállításokat vett helyeslően tudomásul, és nem fogalmazott meg velük kapcsolatban kételyeket.
Az adatvédelmi biztos is elmarasztalta a rádiót, mert a törvényben előírt határidőn belül nem adott helyreigazítást.
Az ügyben indított rágalmazási perben végül 2010-ben a bíróság kétmillió forint kártérítésre kötelezte a műsorvezetőt és a kereskedelmi rádiót.

## Írói tevékenysége
1979-től rendszeresen jelennek meg írásai az Élet és Irodalomban, 1974-től kezdve pedig a Magvető és a Szépirodalmi Kiadónál verses- illetve novelláskötetei. Utána is több könyvet írt a New York Times-ról szóló könyvtől kezdve, a kisebbfajta vihart kavart titokzatos könyvön a Vágyon keresztül a Valami bűzlik című regényig illetve egy New York-i verseskötetig.
A Népszava publicistája, rendszeresen ír politikai és közéleti jellegű írásokat.

## Irodalmi művei
- A másodperc rései (versek, Magvető, 1974)
- Levéltitkok (versek, Szépirodalmi, 1981)
- Néhanapló (novellák, Szépirodalmi, 1983)
- A tett halála. Okoskodás több fejezetben (regény); Kozmosz Könyvek, Budapest, 1987
- Férfi és női dolgok könyve (elbeszélés-ciklus, Szépirodalmi, 1987)
- A New York Times sztori; Fortuna, Budapest, 1994
- Bolgár György–Fazekas Erzsébet: Csodák pedig vannak. 12 amerikai karrier; Lettera Works Kft., Budapest, 1995
- Euroatlanti kalandozások. Magyarország helye a világban; szöveg Bolgár György; Euroatlanti Stúdió Kommunikációs Kft.–Manfred Wörner Alapítvány, Budapest–Solymár, 1999
- Beszéljük meg! Ez csak egy rádióműsor; Magvető, Budapest, 2000
- New York, időszámítás előtt. Képes – képtelen versek; Glória, Budapest, 2001
- Vágy. Kész regény; Ulpius-ház, Budapest, 2003
- Valami bűzlik. A 242-es ügynök naplója; Ulpius-ház, Budapest, 2004
- Megbeszéltük. Válogatás, magyarán best of; Glória, Budapest, 2005
- Made in Hungary or Made by Hungarians; Kossuth, Budapest, 2009
- Vasárnap délután a Grande Jatte-szigeten. Kép-regény; Athenaeum, Budapest, 2010
- Világhíres magyarok avagy Made in Hungary; Kossuth, Budapest, 2012
- Lökhajtásos katica. Twitter- és gyorsnovellák; Noran Libro, Budapest, 2015
- Ingmar és Woody. 5 db darab; Noran Libro, Budapest, 2016
- Orbán-mesék; Noran Libro, Budapest, 2018
- Szextett; Noran Libro, Budapest, 2020
- Orbán-puzzle; Naphegy, Budapest, 2022

## Díjai, elismerései
- Joseph Pulitzer-emlékdíj (1993)
- Táncsics Mihály-díj (1998) 2013-ban visszaadta.[8]
- A Magyar Köztársasági Érdemrend tisztikeresztje (2002)
- Szabad Sajtó-díj
- Radnóti Miklós antirasszista díj (2012)
- Bossányi Katalin-díj (2019)

## Munkásságának paródiái
- Vulgár György: Izéljük meg! (Félkész regény) – szerzők: Dián Tamás–Belinszki Zoltán; Samat Press Kiadó, 2003